# لئوناردو بالردی
لئوناردو بالردی روسا (اسپانیایی: Leonardo Balerdi Rosa‎؛ زادهٔ ۲۰ ژانویهٔ ۱۹۹۹) بازیکن فوتبال اهل آرژانتین است.
از باشگاه‌هایی که در آن بازی کرده‌است می‌توان به بوکا جونیورز و بروسیا دورتموند اشاره کرد.

## عملکرد
بالردی اولین بازی خود را برای بوکا جونیورز در لیگ برتر آرژانتین با بازی مقابل اتلتیکو هوراکان در ۲۷ اوت ۲۰۱۸ انجام داد. اگرچه فقط ۵ بار برای بوکاجونیورز ظاهر شد (در کل ۴۵۰ دقیقه در زمین)، عملکرد بالردی فوتبال آرژانتین را با طوفان مواجه کرد و او به سرعت به عنوان بهترین مدافع آینده آرژانتین مورد ستایش قرار گرفت.

### بروسیا دورتموند
در ژانویه سال ۲۰۱۹، بالردی با قراردادی چهار و نیم ساله به بروسیا دورتموند پیوست. براساس چندین رسانه آرژانتینی، دورتموند موافقت کرده‌است که برای این بازیکن ۱۵ میلیون یورو بپردازد. به دلیل افزودنیهای توافق شده، ممکن است ۲ میلیون یورو دیگر نیز پرداخت شود. بالردی در تاریخ ۷ دسامبر ۲۰۱۹ در دیدار دورتموند در بوندسلیگا حضور داشت و مقابل دوسلدورف به عنوان یک تعویض در دقیقه ۷۸ وارد زمین شد.

## بین‌المللی
بالردی در تاریخ ۱۰ سپتامبر ۲۰۱۹ در بازی دوستانه مقابل مکزیک اولین بازی خود برای تیم ملی آرژانتین را انجام داد. او در دقیقه ۸۳ جایگزین لوکاس مارتینز کوارتا شد.